# 小幡綠地站
小幡綠地站（日语：／ Obata Ryokuchi eki */?）是位於愛知縣名古屋市守山區龍泉寺二丁目，名古屋導向巴士導向巴士志段味線（Yutorito Line）的車站。車站編號為Y09。

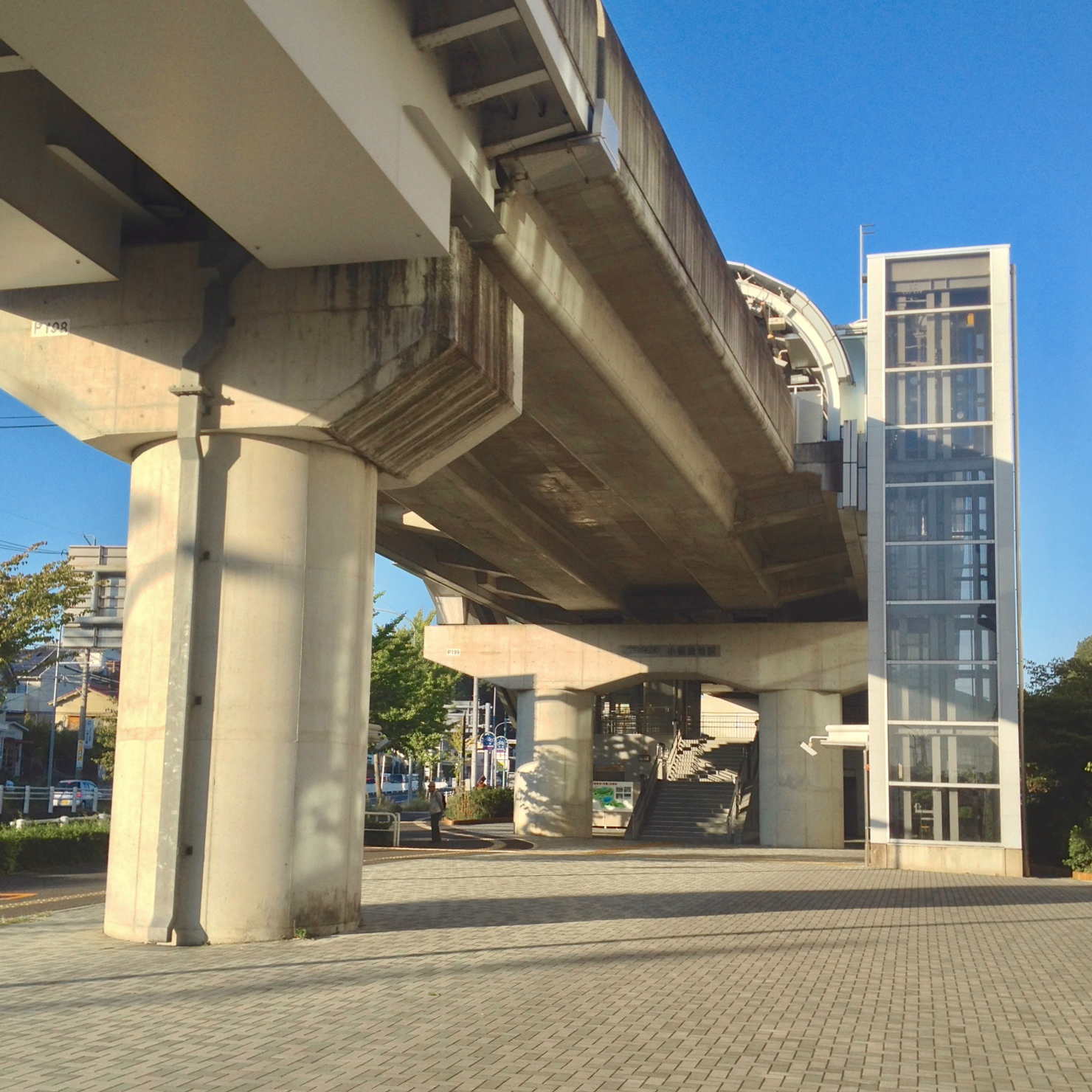
車站遠景(2013年10月)

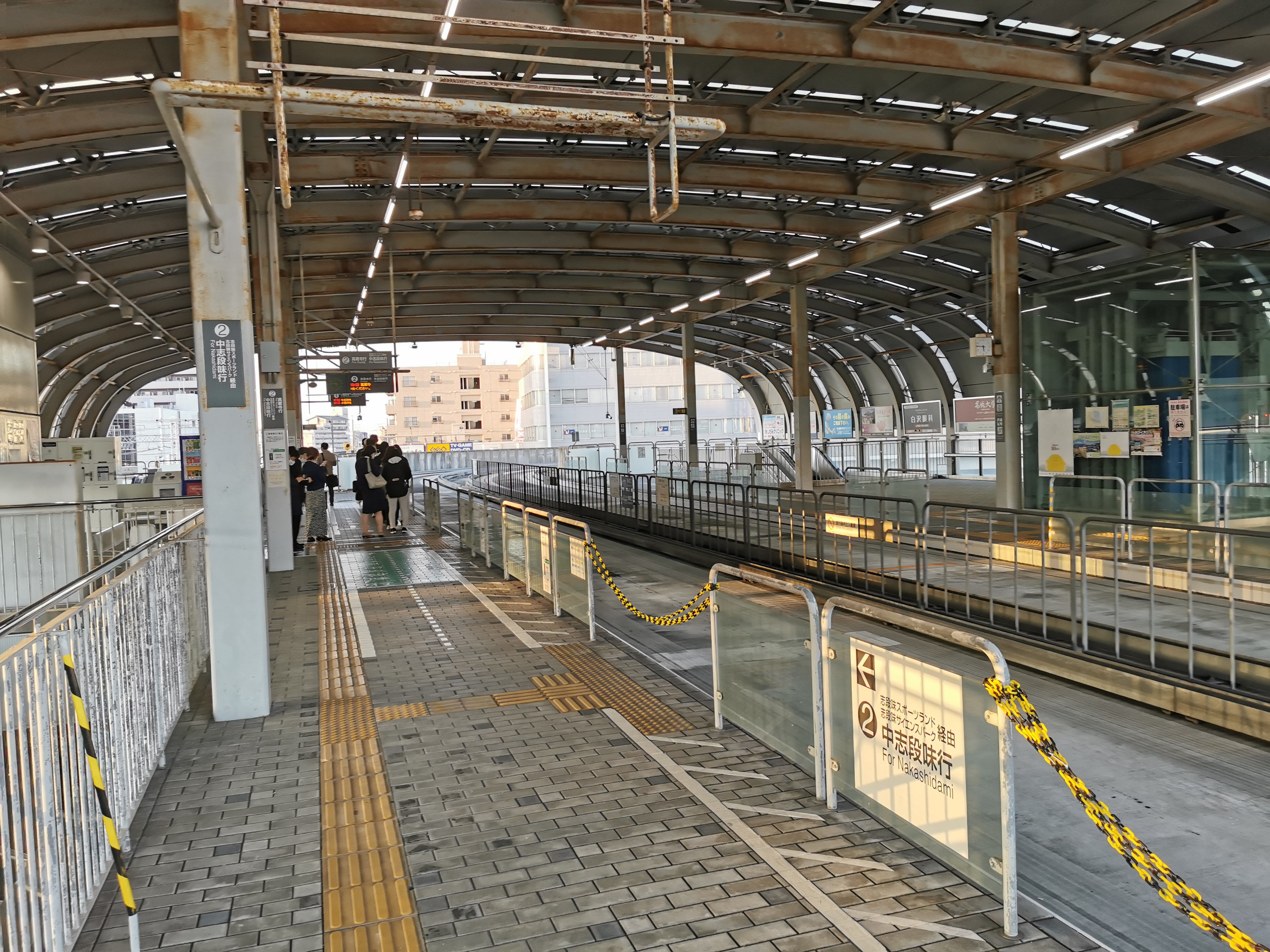
月台(2021年4月)

## 歷史
- 2001年（平成13年）3月23日 - 車站啟用[1]。

## 車站構造
本站是高架車站，設有2面2線的相對式月台。車站一樓設有廁所。此站設有電梯。雖然車站鄰接名古屋導向巴士總部，但是站內沒有職員當值。當巴士離開此站往高藏寺方向前進時，會從專用軌道（高架）經地面路口進入一般道路（平面）。

### 月台
| 月台 | 路線      | 上下行 | 方向                 |
| ---- | --------- | ------ | -------------------- |
| 1    | ■志段味線 | 下行   | 中志段味、高藏寺方向 |
| 2    | ■志段味線 | 上行   | 大曾根方向           |

## 車站周邊
- 守山體育中心（日语：守山スポーツセンター）
- 社會福祉法人 愛知玉葉會 尾張莊、第二尾張莊、親睦養老院、玉葉會乳兒院
- 小幡綠地（日语：小幡緑地）（本園）
- 名古屋市立小幡北小學
- 社會福祉法人 九十九會 輕費老人之家 名古屋市綠壽莊
- 名古屋導向巴士總部、管理中心
- 龍泉寺
- 名古屋市營巴士 小幡綠地巴士站（可轉乘守山11系統、守山巡回路線）
- 龍泉寺街道（愛知縣道15號名古屋多治見線（日语：愛知県道・岐阜県道15号名古屋多治見線））
- 愛知縣道202號守山西線（日语：愛知県道202号守山西線）

## 使用狀況
| 年度                 | 乘車人次(人/日) |
| -------------------- | --------------- |
| 2001年（平成13年度） | 434             |
| 2002年（平成14年度） | 454             |
| 2003年（平成15年度） | 488             |
| 2004年（平成16年度） | 528             |
| 2005年（平成17年度） | 584             |
| 2006年（平成18年度） | 627             |
| 2007年（平成19年度） | 641             |
| 2008年（平成20年度） | 647             |
| 2009年（平成21年度） | 592             |
| 2010年（平成22年度） | 527             |
| 2011年（平成23年度） | 632             |
| 2012年（平成24年度） | 640             |
| 2013年（平成25年度） | 689             |
| 2014年（平成26年度） | 721             |
| 2015年（平成27年度） | 727             |
| 2016年（平成28年度） | 746             |
| 2017年（平成29年度） | 794             |
| 2018年（平成30年度） | 787             |
| 2019年（令和元年度） | 752             |

※ 上述數據是由一年總乘車人次除以該年度的曆日（四捨五入）

## 相鄰車站
名古屋導向巴士
導向巴士志段味線
白澤溪谷（Y08）－小幡綠地（Y09）－（龍泉寺口巴士站（地面路段））

## 注腳
1. 1 2  日本鉄道旅行地図帳編集部編 2008，第42頁.
2. ↑  名古屋市統計年鑑
3. ↑  路線案内：ゆとりーとライン（名古屋ガイドウェイバス） （页面存档备份，存于）（日語）

## 外部連結
- 小幡綠地 （页面存档备份，存于）（日語） - 名古屋導向巴士